# Axel Anderberg

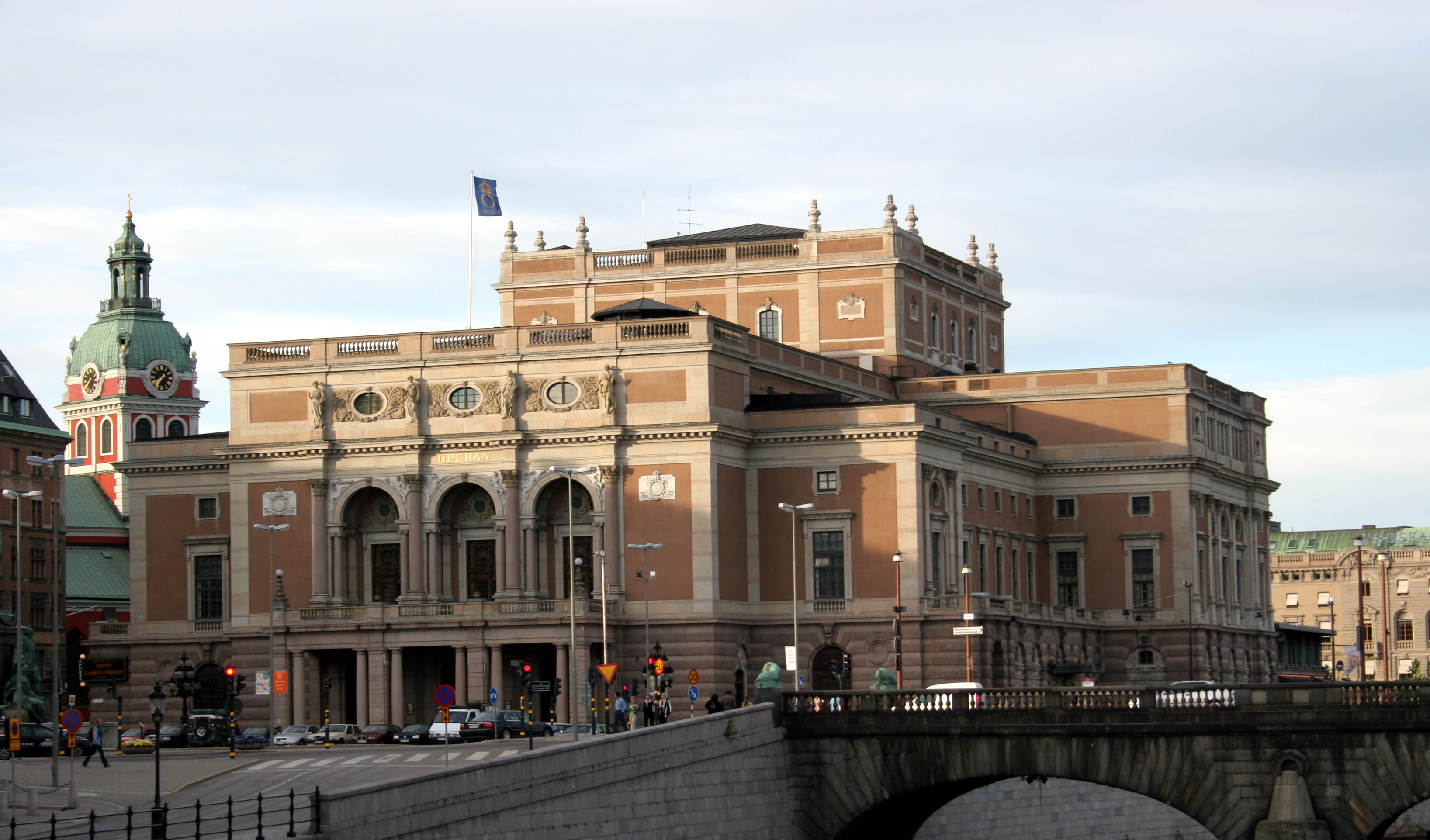
Königlich Schwedische Nationaloper in Stockholm

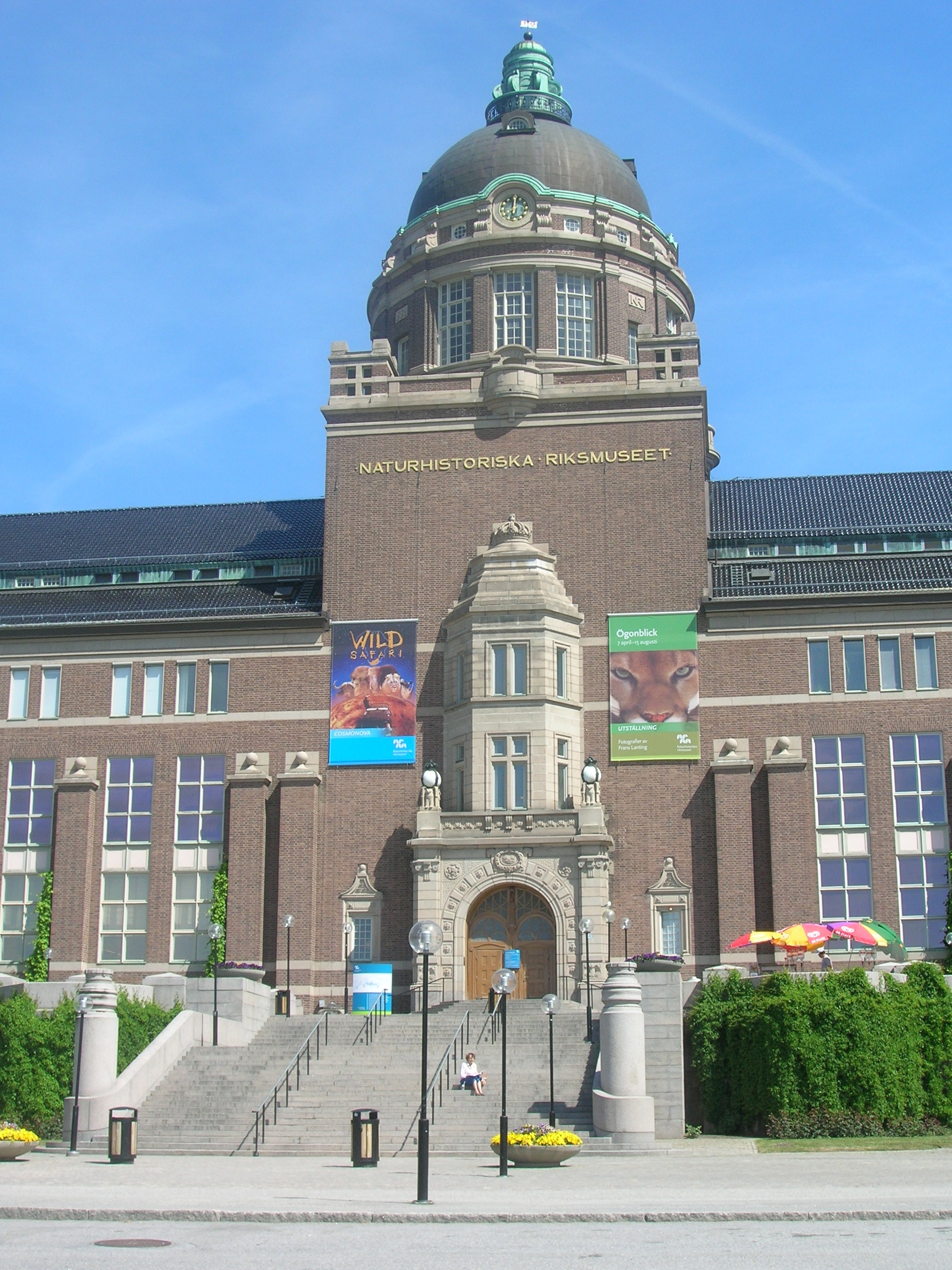
Haupteingang des Naturhistorischen Reichsmuseums in Stockholm

Axel Anderberg (* 27. November 1860 in Kristianstad; † 27. März 1937 in Rotebro) war ein schwedischer Architekt.

## Leben

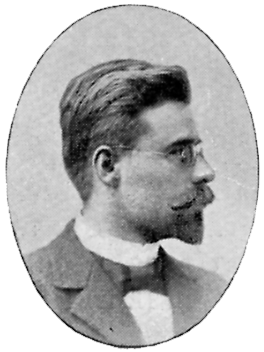
Axel Anderberg

In seinen frühen Jahren baute er überwiegend Theater, die im Neobarock oder Jugendstil gehalten waren. Spätere Gebäude waren meist akademische Institutionen, die er im Neoklassizismus ausführte.
Anderberg erhielt seine Ausbildung zwischen 1880 und 1884 an der architektonischen Fakultät der Königlich Technischen Hochschule Stockholm und in den folgenden drei Jahren an der Königlich Schwedischen Kunstakademie. 1888 besuchte er Deutschland, Frankreich und Italien. In dieser Zeit hegte er ein besonderes Interesse für die Theaterarchitektur.
Sein wichtigstes Werk war die neue Königlich Schwedische Nationaloper in Stockholm, welches das Opernhaus aus gustavianischer Zeit ersetzte. Die Einweihung fand am 19. September 1898 durch König Oskar II. statt. Anderberg entwarf auch die Theatergebäude von Karlstad (1893), Linköping (1902–1903), Kristianstad (1906) und Norrköping (1908) und das Oscarsteatern, das Operettentheater in Stockholm (1906).
Anderberg baute den großen Komplex des Naturhistorischen Reichsmuseums (fertiggestellt 1916) auf dem Frescatigelände in Stockholm und später mehrere wissenschaftliche Institutionen im gleichen Gebiet, zum Beispiel das Hauptgebäude der Königlich Schwedischen Akademie der Wissenschaften. Er war auch für den Anbau von Seitenflügeln an die Königliche Bibliothek im Stadtteil Östermalm verantwortlich. Für die Universität in Uppsala baute Anderberg das Paläontologische Institut (1929) und einen Anbau für die Carolina Rediviva. 1931 wurde sein neues Gebäude für das Stockholmer Observatorium im Badeort Saltsjöbaden fertiggestellt.
Unter seinen Bauten findet sich auch die St.-Johannes-Kirche in Malmö.